# Rhys Carpenter
Rhys Carpenter (geboren am 5. August 1889 in Cotuit, Massachusetts; gestorben am 2. Januar 1980 in Devon, Pennsylvania) war ein US-amerikanischer Klassischer Archäologe.

## Leben
Rhys Carpenter war der Sohn von William Henry Carpenter, Hochschulleiter der Columbia University in New York, an der Carpenter mit 19 Jahren seinen Bachelor of Arts machte. Ein Rhodes-Stipendium ermöglichte ihm das weitere Studium am Balliol College in Oxford, an dem er 1911 einen weiteren Bachelor, 1914 den Abschluss als Magister Artium erlangte, nachdem er das Jahr zuvor an der American School of Classical Studies at Athens studiert und sein Interesse an Klassischen Altertumswissenschaften entdeckt hatte. Im gleichen Jahr veröffentlichte er einen Band eigener Gedichte unter dem Titel The Sun-Thief, and Other Poems.
Auf den jungen Carpenter aufmerksam geworden, übertrug Martha Carey Thomas, damals Präsidentin am Bryn Mawr College, ihm die Aufgabe, den Fachbereich Klassische Archäologie des College aufzubauen. Er ging dieser Aufgabe erfolgreich nach, obwohl er selbst noch an seiner Dissertation arbeitete, und schuf sich seinen eigenen zukünftigen Arbeitsplatz. 1916 erfolgte die Promotion, 1918 war er ordentlicher Professor am Bryn Mawr College und heiratete Eleanor Houston Hill, eine Studentin des College. Nach Ende des Ersten Weltkriegs wurde er zum Mitglied der American Commission to Negotiate Peace, die an den Friedensverhandlungen von Versailles beteiligt war, berufen. Früchte einer ausgedehnten Reise durch Guatemala veröffentlichte er 1921 als The Land beyond Mexico.
Einflussreich war sein 1921 erschienenes Buch The Aesthetic Basis of Greek Art, in dem er mit der rein ästhetisierenden Anschauung griechischer Kunst brach und das Augenmerk auf die praktischen Seiten des griechischen Kunstbetriebs richtete. 1926 wurde Carpenter neben seinen Verpflichtungen in Bryn Mawr Professor an der American School of Classical Studies at Athens, ab 1927 zusätzlich deren Direktor, ein Amt, das er bis 1932 innehatte. Während dieser Zeit stieß er nicht nur die amerikanischen Ausgrabungen auf der Agora von Athen an, sondern gründete auch die Zeitschrift der American School, die Hesperia. 
Nach Bryn Mawr zurückgekehrt, hielt er die Martin Classical Lectures am Oberlin College in Ohio. Den Ertrag dieser Vorlesungen veröffentlichte er 1931 als The Humanistic Value of Archaeology. Während des Zweiten Weltkriegs überarbeitete er Vorlesungen und Vorträge. 1944/45 war er Sather Professor an der University of California in Berkeley. In dem hieraus entstandenen Buch Folk Tale: Fiction and Saga in the Homeric Epics stellte Carpenter die bis heute umstrittene These auf, dass die Homer zugeschriebenen Werke ihre inhaltliche Grundlage in erheblichem Maß europäischen Volkssagen zu verdanken haben. 
Eine seiner letzten Studentinnen vor seiner Emeritierung im Jahr 1955 war Brunilde Sismondo Ridgway, die bei ihm 1954 noch ihren Abschluss als Magister Artium machte. Gastprofessuren führten ihn 1960 an die University of Pennsylvania, 1961 bis 1962 an die University of Pittsburgh, 1963 bis 1964 an die University of Washington. In seinem 1966 erschienenen Discontinuity in Greek Civilization stellte Carpenter die Theorie auf, dass Migrationsbewegungen und damit einhergehende Katastrophen in der kulturellen Kontinuität antiker Völker ihre Ursache in Klimaveränderungen hatten. 1969 erhielt er für seine Leistungen die Goldmedaille des Archaeological Institute of America. Seit 1977 gibt es am Bryn Mawr college den Lehrstuhl des Rhys Carpenter Professor of Classical and Near Eastern Archaeology. Ihm zu Ehren wurde außerdem die 1997 eröffnete Bibliothek für Kunst und Archäologie des College Rhys Carpenter Art and Archaeology Library genannt. Seit 1935 war er Mitglied der American Philosophical Society.

## Publikationen (Auswahl)
- The Sun-Thief, and Other Poems. H. Milford, London 1914.
- The Ethics of Euripides. Columbia University Press, New York 1916.
- The Land beyond Mexico. 1920.
- The Esthetic Basis of the Greek Art of the Fifth and Fourth Centuries B. C. Longmans, Green and Co., New York 1921.
- The Greeks in Spain. Longmans, Green and Co., New York 1925.
- mit Bernard Ashmole: The sculpture of the Nike temple parapet. Harvard University Press, Cambridge (MA) 1929.
- The Humanistic Value of Archaeology. Harvard University Press, Cambridge (MA) 1933.
- Humanistic Value of Archaeology. Harvard University Press, Cambridge (MA) 1933.
- Ancient Corinth a Guide to the Excavations. Hestia, Athens 1936.
- Art: a Bryn Mawr Symposium. Bryn Mawr College, Bryn Mawr (PA) 1940.
- Folk Tale: Fiction and Saga in the Homeric Epics. University of California Press, Berkeley 1946.
- Greek Sculpture: a Critical Review. University of Chicago Press, Chicago 1960.
- Greek art – A study of the formal evolution of style. University of Pennsylvania Press, Philadelphia 1962.
- mit James Sloss Ackerman: Art and Archaeology. Prentice Hall, New York 1963.
- Discontinuity in Greek Civilization. Cambridge University Press, Cambridge 1966.
- The Architects of the Parthenon. Penguin, Harmondsworth 1970, ISBN 0-14-021119-5.